# Paris Combo Live
Albums de Paris Combo
Attraction Motifs
Le quatrième album du groupe français Paris Combo est un double CD Live constitué de morceaux enregistrés lors des concerts de la tournée du printemps 2002.

## Liste des Titres

### Disque 1
1. Istanbul
2. Pourquoi les vaches...?
3. Ubiquité
4. Irenée
5. Lettre à P...
6. Escapade
7. L'Avenir incertain du Titanic
8. Sous la lune
9. Pas à pas
10. Avertissement aux jeunes filles
11. Dans les bras d'un loup
12. Attraction
13. Living-Room

### Disque 2
1. On n'a pas besoin
2. Trois petits points
3. Je suis sourde
4. Avril
5. Le Roi de la forêt
6. Mais que fait la NASA ?
7. Berceuse insomniaque
8. Senor
9. Homeron
10. Instant T
11. Moi, mon âme et ma conscience
12. Fibre de verre